# La Mesada
La Mesada es una localidad de la provincia argentina de Catamarca, dentro del Departamento Andalgalá.